# Mléčivec
Mléčivec (Cicerbita) je rod vytrvalých mléčicích rostlin, v minulosti byl součásti rodu locika. Nyní je jako samostatný rod řazen do podčeledě čekankové (Cichorioideae) v čeledi hvězdnicovitých.

## Výskyt
Tento nevelký rod je tvořený asi 35 druhy které jsou rozšířené jako planě rostoucí rostliny převážně v mírném podnebném pásu Evropy a Asie.
V České republice vyrůstají dva druhy mléčivce:
- mléčivec alpský (Cicerbita alpina) (L.) Wallr.
- mléčivec velkolistý uralský (Cicerbita macrophylla subsp. uralensis (Rouy) P. D. Sell

Druhý z nich je naturalizovaný neofyt který se jen řídce vyskytuje pouze v Krkonoších a Jizerských horách.

## Popis
Jsou to jednoleté nebo vytrvalé rostliny vyrůstající často z oddenků. Listy mívají lyrovitě zpeřené i nedělené, po obvodě nepravidelně hrubě zubaté. Květní úbory s 5 až 30 jazykovými kvítky jsou barvy namodralé nebo purpurové, výjimečně i bílé a bývají na vrcholech lodyh seskupeny do koncových lat nebo hroznů. Několikařadé zákrovy jsou úzce válcovitého až zvonkovitého tvaru, jejich často chlupaté střechovitě uspořádané listeny jsou lineární až kopinaté. Listy a hlavně lodyha je prostoupena pletivem naplněným mléčnou lepkavou šťávou latexem která po poranění z rostliny vytéká, sráží se a uzavírá takto vzniklé poranění.
Plody jsou více nebo méně stlačené elipsoidní nebo vřetenovité nažky v různých odstínech hnědé barvy, mívají několik podélných žeber. Na vrcholu jsou uťaté nebo se zobáčkem, jsou opatřeny jedno nebo dvouřadým chmýrem. Ploidie mléčivce je 2n = 18.